# جيف بلاتنيك
جيفري كارل «جيف» بلاتنيك (بالإنجليزية: Jeffrey Carl "Jeff" Blatnick؛ 26 يوليو 1957 – 24 أكتوبر 2012) كان مصارعًا في المصارعة اليونانية الرومانية للوزن الثقيل الفائق ومعلق رياضي.

## وصلات خارجية
- جيف بلاتنيك على موقع قاعدة بيانات المصارعة الدولية (الإنجليزية)
- جيف بلاتنيك على موقع أوليمبيديا (الإنجليزية)